# Thekchok Dorje
Karmapa
Dudul Dorje Khakyab Dorje
Thekchok Dorjé (27 janvier 1798-19 mars 1868) fut le 14e Karmapa.

## Biographie
Thekchok Dorjé est en 1798 au village de Danang dans la région du Kham, une province orientale du Tibet, le 10e jour du 12e mois de l'année du serpent de feu (27 janvier 1798). Bien qu’il soit né en hiver, des fleurs se seraient épanouies, et des arcs-en-ciel seraient apparues. Il fut reconnu comme réincarnation du Karmapa et intronisé par le 9e Taï Sitou Rinpoché Pema Nyingche Wangpo.
Le 14e Karmapa vécut la vie d’un simple moine.
Il a la réputation d’avoir été doué en poésie et en dialectique. Il prit part au mouvement Rimé, un mouvement non-sectaire du bouddhisme tibétain. Le Karmapa transmit des enseignements à Jamgon Kongtrul Lodrö Taye et à Jamyang Khyentse Wangpo, des personnalités importantes du mouvement Rimé. Le 14e Karmapa reçut la transmission du Vajrakilaya tantra de Chogyur Lingpa, un tertön Nyingmapa. Chogyur Lingpa aurait eu une vision des Karmapas à venir, du 15e au 21e. Des détails concernant chacun furent retranscrits et des représentations peintes sur une thangka, Vision de Chogyur Dechen Lingpa.
Le 14e Karmapa voyagea au Tibet en transmettant des enseignements Kagyu. Il identifia la réincarnation du 10e Taï Sitou Rinpoché, Pema Kunzang Chogyal. Il transmit les enseignements Kagyu à Jamgon Kongtrul Lodrö Taye qui devint le détenteur suivant de la lignée du Rosaire d'Or. Le 14e Karmapa mourut à l’âge de 70 ans. Il est mort le 26e jour du 1er mois de l'année du dragon de terre (19 mars 1868).